# Alfredo Haces
Alfredo Benjamín Haces Prudencio es un periodista, escritor, sociólogo y profesor hondureño. Fue director de la carrera de periodismo en la Universidad Nacional Autónoma de Honduras del Valle de Sula (UNAH-VS).

## Carrera
En junio de 1993 se graduó de licenciado en periodismo en la Universidad Nacional Autónoma de Honduras del Valle de Sula, siendo uno de los tres graduados que conformaron la primera tanda de graduados de la carrera. Posteriormente obtuvo una maestría en Educación Superior y un doctorado en Ciencias y Comunicaciones. Fue director de la carrera de periodismo en UNAH-VS hasta el año 2018, sucedido por Óscar Romero. Durante su dirección, la UNAH-VS recibió equipo técnico donado por la Unicef para la carrera de periodismo. Fue columnista de Diario Tiempo hasta su desaparición en 2015. Actualmente es profesor en la UNAH-VS y columnista de La Prensa.

## Obras
- La puntualidad y el saludo (2016)[7]
- Los hijos del dios Baco (2016)[8]
- Poemas de ayer y siempre (2016)
- Los tres opios del siglo XXI (2016)
- María de los Ángeles, la niña del destino marcado (2016)[9]